# Алиев, Шаитдин Сардар оглы
Шаитдин Сардар оглы Алиев (азерб. Şaitdin Sərdar oğlu Əliyev; род. 18 сентября 1947 году, Азербайджанская ССР) — государственный и политический деятель. Депутат Милли меджлиса Азербайджанской Республики I, II созывов. Заместитель председателя Центральной избирательной комиссии Азербайджана.

## Биография
Родился Шаитдин Алиев 18 сентября 1947 году в Азербайджанской ССР. Первое высшее образование по гидромелиорации получил в Азербайджанском политехническом институте. Затем прошёл обучение и окончил факультет права в Азербайджанском государственном университете имени Кирова. В совершенстве владеет русским языком. С 2000 года член партии "Новый Азербайджан".
На парламентских выборах, состоявшихся 26 ноября 1995 года, Шаитдин Алиев, беспартийный кандидат по Азизбековскому избирательному округу № 18, был избран депутатом Милли Меджлиса I созыва. С 26 ноября 1995 года Шаитдин Алиев стал заместителем председателя Постоянной комиссии Милли Меджлиса по социальной политике, руководителем рабочей группы по межпарламентским связям Азербайджан-Кувейт.
Затем на парламентских выборах, состоявшихся 5 ноября 2000 года, Шаитдин Алиев, кандидат от Партии "Новый Азербайджан" по этому же округу №18, был избран депутатом Милли Меджлиса II созыва. С 12 ноября 2000 года стал заместителем председателя Постоянной комиссии Милли Меджлиса по региональным вопросам, членом рабочей группы по межпарламентским связям Азербайджан-Албания и руководителем рабочей группы по межпарламентским связям Азербайджан—Румыния. 
С 8 июня 2010 года Шаитдин Алиев является членом Центральной избирательной комиссии, избран заместителем председателя. 
Женат, воспитал пятерых детей.

## Награды
- Орден «Слава» (18 октября 2007) — за активное участие в общественно-политической жизни Азербайджанской Республики[4].
- Орден «За службу Отечеству» II степени (18 октября 2017) — за многолетнюю плодотворную деятельность в общественно-политической жизни Азербайджанской Республики[5][6].